# Gavril Ivul
Gavril Ivul magyarosan: Ivul Gábor (Karánsebes, 1619. március 25. – Kassa, 1678. április 18.) bölcseleti és teológiai doktor, jezsuita áldozópap és tanár.

## Élete
1637. október 21-én Kassán lépett a jezsuita rendbe. Grazban a felső osztályokban tanult; a doktori fok elnyerése után Kassán és Bécsben a bölcseletet hat évig, a teológiát pedig húszig tanította. Titkári minőségben 12 évig működött. Nagy tudományáért a püspökök és II. Rákóczi György igen tisztelték.

## Művei
- Propositiones ex universa logica. Viennae, 1654.
- Poesis lyricu. Uo. 1655.
- Philosophia...Praes Gabr. Ivul. Uo. 1655.
- Philosophia Novella...Cassoviae, 1661. (ágráb, 1663.)
- Theses et Antitheses Catholicorum & Acatholicorum. De Visibili Christi In Terris Ecclesia. Ex Solo Verb. Dei. Publicae dissertationi propositae...a R. D. Joanne Debrödi,...Praeside R. P. Gabriel Ivul ...Cassoviae, 1667.
- Historica Relatio Colloquii Cassoviensis De Indice Controversiarum Fidei, Praeside R. P. Gabriele Ivul...Respondente...Stephano Renyes Varadiensi...habiti, cum Dn. Elia Lodivero...& M. Isaaco zabanio...Anno 1666 die 25. Junii tota; & 26. usque ad meridiem. Bona tide & conscientia inculpata a Scriptoribus in Actu dispositionis excerpta & in Judicium Lutheran. ac Pontif. A Confessore Veritatis Anno C. 1679. exhibita. (Kolozsvár). 1679.
- Lapis Lydius Kassa, 1671. (Szabó K., De Backer és Stoeger után, hibásan tulajdonítja ezen munkát Ivulnak).